# Grigori Kulik
Grigori Kulik   (Dudnykove (Ucraïna), 28 d'octubre de 1890 (Julià) - Moscou, 24 d'agost de 1950) va ser un comandant militar soviètic, va néixer a una família camperola prop de Poltava, Ucraïna. Soldat a l'exèrcit de l'imperi Rus a la I Guerra Mundial, s'afilià al Partit Bolxevic el 1917 i a l'Exèrcit Roig el 1918. Durant la Guerra Civil Russa esdevingué comandant d'artilleria, entrant en acció a Khàrkiv i altres ciutats.
El 1937 Kulik esdevingué cap del principal Directori d'Artilleria de l'Exèrcit Roig, i romangué com a comandant de les forces d'artilleria soviètics fins al 1941. Va ser tant un estalinista lleial com un militar conservador, oposat a les reformes radicals proposades per Mikhaïl Tukhatxevski durant la dècada dels 30. Per això sobrevisqué a la Gran Purga a l'Exèrcit Roig de Stalin el 1937-38, sent Adjunt al Comissari de Defensa el 1939 i prenent part en l'ocupació soviètica de Polònia oriental al setembre. Comandà l'artilleria soviètica a l'atac sobre Finlàndia a l'inici de la Guerra d'Hivern, i nomenat Heroi de la Unió Soviètica en reconeixement dels seus serveis extraordinaris al país i al coratge personal.
El 8 de maig de 1940, Kulik va ser promogut a Mariscal de la Unió Soviètica, juntament amb Semion Timoixenko i amb Borís Xàpoixnikov. Tenia reputació d'incompetent, però la seva proximitat a Stalin el posava enllà de tota crítica. No va poder protegir la seva esposa, Kira Simònitx, que va ser arrestada per ordres de Stalin dos dies després de promoure a Kuliv, sent subseqüentment executada.
Kulik s'aprofità de la seva posició per oposar-se a la campanya de Timoshenko per desenvolupar les forces mecanitzades de l'Exèrcit Roig i usar camps de mines com a mesura defensiva, opinant que les mines eren una arma del diable. Aquesta resistència a les reformes tingué greus conseqüències per a la Unió Soviètica. Kulik també subestimà el paper dels subfusells metralladors a la guerra contemporània, afirmant que eren "una arma de la policia", donada la seva relativa manca d'efectivitat (comparada amb el fusell) en ser disparada. Fins i tot en l'artilleria, que intentà promoure a expenses dels altres serveis, la seva influència va ser negativa.
Quan tot just va ser nomenat cap del Directori d'Artilleria donà instruccions a Borís Vànnikov, el Comissari d'Armament, que volia "canons bells", que va ser acomiadat posteriorment per aquelles bestieses i que desenvolupà l'artilleria soviètica sense fer cas a Kulik. Aviat, això no obstant, Vannikov hagué d'encarar una demanda de Kulik on ordenava que s'havia de rescindir la comanda pels nous canons de 76mm antitancs. Al seu lloc, Kulik volia fer servir obusos de 107mm de la I Guerra Mundial, afirmant que no existien proves que demostressin que els alemanys havien fet un blindatge molt més gruixut pels seus tancs. Vannikov, espantat, es negà a realitzar aquesta demanda surrealista, afirmant que era "desarmar-se amb la guerra al damunt". Conseqüentment va ser purgat i empresonat (la guerra portaria la seva posada en llibertat i la seva rehabilitació), i els obusos antitancs van tenir els resultats desastrosos ja previstos. Kulik també s'oposà vehementment a la motorització de l'artilleria, preferint que els seus "bells canons" fossin arrossegats per "bells cavalls".
Quan l'Alemanya nazi envaí la Unió Soviètica al juny de 1941, Kulik prengué el comandament del 54è Exèrcit al front de Leningrad. Aquí és on es posà de manifest tota la seva incompetència, estant al capdavant de tots els desastres que van resultar en el Setge de Leningrad. Al març de 1942 va ser sotmès a una cort marcial i degradat al rang de Major General. El seu estatuts com un dels amics de Stalin el salvà de l'escamot d'afusellament, com els succeïa als altres generals derrotats. A l'abril de 1943 esdevingué comandant del 4t Exèrcit de la Guàrdia. Entre 1944 i 1945 va ser Adjunt al Cap del Directori de Mobilització, i Comandant del Districte Militar del Volga.
Després d'un respir que durà fins poc després de la guerra, Stalin i el seu cap de policia, Lavrenti Béria començaren una nova ronda de purgues entre els militars, donada la gelosia de Stalin i la seva suspicàcia sobre l'ascendent popular dels generals. Kulik va ser retirat de tots els seus càrrecs i el 1946, escoltes telefòniques de l'NKVD el sentiren queixant-se de què els polítics estiguessin robant el crèdit dels generals. Va ser detingut el 1947, romangué a la presó fins al 1950, en què va ser condemnat a mort i executat per traïció. Va ser rehabilitat per Nikita Khrusxov el 1956, i restaurat al seu rang de Mariscal de la Unió Soviètica a títol pòstum.

## Condecoracions
- Heroi de la Unió Soviètica
- Orde de Lenin (3)
- Orde de la Bandera Roja (3)
- Medalla del 20è Aniversari de l'Exèrcit Roig